# Lankesterella parvula
Lankesterella parvula är en orkidéart som först beskrevs av Friedrich Fritz Wilhelm Ludwig Kraenzlin, och fick sitt nu gällande namn av Guido Frederico João Pabst. Lankesterella parvula ingår i släktet Lankesterella och familjen orkidéer. Inga underarter finns listade i Catalogue of Life.